# 한구동
한구동(韓龜東 1908년 10월 18일~2000년 10월 20일)은 대한민국의 약학자로, 서울대학교 명예교수를 지냈다.

## 학력
- 1927.03 경성 제2공립고등보통학교(現 경복고교) 졸업
- 1930.03 조선약학교 졸업
- 1963.02 서울대학교 대학원 약학박사 학위 취득

## 주요경력
- 1946.02 ~ 1946.09 미군정청 보건후생부 국립화학연구소 소장
- 1950.01 ~ 1974.02 서울대학교 교수
- 1950 ~ 1962 서울대학교 약학대학장 (초대, 2대, 3대)

## 생애 및 업적
| 155종 한국식품과 161종 야생식용식물의 영양학적 가치 입증 한반도 산재 총 41개소 온천의 함유성분 규명 연구로 치료적 이용의 기준 개발 |

1908년 서울 종로구에서 태어났다. 학비를 지원하겠다는 친척 어르신의 권유로 학업의 뜻을 이어가기로 마음먹고, 이후 조선약학교(현재 서울대 약대)에 입학하고, 1930년 졸업한 후 해방을 맞기까지 15년간 한국 유일의 약학 관련 연구기관이었던 위생시험소에 근무하면서 민족의 식생활과 위생문제를 다루는 연구에 매진했다. 특히 155종에 달하는 한국식품과 161종에 달하는 야생식용식물의 영양학적 성분을 연구해 영양 가치를 밝힌 연구 논문을 작성했다. 또한 한반도에 산재해 있는 총 41개소에 달하는 온천의 함유성분을 규명한 연구는 각 온천의 화학적 성질과 치료적 이용의 척도가 될 수 있는 효능을 밝힌 매우 귀중한 연구다. 한국인 1,088명을 대상으로 한 미맹의 분포에 관한 연구 또한 후속연구에 이정표 역할을 했다. 이외에도 20여 편에 달하는 식품위생, 환경위생 분야에 대한 조사연구논문을 발표함으로써 당시 열악했던 국민보건을 향상시켰다.
해방과 더불어 국립위생시험소를 관리하다가 이듬해 미군정이 이 기관을 질병관리본부(국립보건원)의 전신인 국립화학연구소로 개편했을 때 초대 소장으로 취임했다. 이후 서울약학대학 교수로 자리를 옮겨 이 대학이 서울대학교에 편입될 때 초대학장으로 취임해 11년간 학장으로 재직했다. 학장으로 재직하면서 6.25 전쟁 중에도 대학을 지키고 전후 복구기간 중에도 대학을 이끌면서 폐허와 혼란 속에서 앞날을 기약하지 못하고 방황하는 학생들을 위해 교육했고, 이후 생약연구소 소장에 취임했다. 1952년 임시수도 부산에서 재출범한 현재의 대한약학회 초대 회장으로 추대되어 15년간 회장직을 맡아 학회를 이끌었다.
서울대 교수로 재직하면서 한국특산식물인 신나무 잎의 타닌에 관한 연구를 포함한 10여 편에 달하는 연구논문을 발표했다. 특히 신나무 잎의 타닌 중 구조를 규명한 Polygagallin은 중국과 일본의 약학전문가도 정체를 밝혀내지 못했던 물질이었다. ‘Acerginnala Max에서 분리한 신 Tannin Polygagallin의 화학구조’ 논문은 학계에서 가치를 인정받게 된다.
1966년 서울대 천연물과학연구소의 전신인 생약연구소 교수로 취임하면서 귀중한 성과를 산출하는데, 특히 혈압강하, 항염증 효능이 탁월한 약초인 희첨의 성분에 관한 연구를 이뤄낸다. 이 연구는 독창성과 학술적 가치를 높게 평가받아 1968년 미국생약학회 제9차 연례학술대회에 초청되어 강연하기도 했다. 이때 발표내용에 각별한 관심을 보인 이탈리아 밀라노 대학교 약리학연구소 소장 Tarabucchi 교수의 초청을 받아 유기화학연구소에서 일류 연구진과 협력, 이에 대한 공동연구를 수행했고 그 결과를 영국에서 발간하는 권위 있는 유기화학분야 학술지 Tetrahedron Letters에 발표했다. 또한 이 연구를 집대성해 1971년 대한민국 학술원 저작상을 수상했다.
세 차례의 약대학장과 다섯 차례의 대한약사회장 재임을 비롯해 대한민국학술원 평생회원으로도 위촉됐으며, 이밖에도 보건복지부, 국방부, 교육부, 총무처 및 서울특별시 등의 심의 위원을 맡아 전방위적으로 활동했다. 또한, 황조소성훈장, 8·15 해방 기념 학술문화훈장, 제3회 과학기술상, 대한민국 학술원상, 약학회 우수논문상 등을 수상했다.

## 상훈
- 1962.08 대한민국정부 황조소성훈장
- 1963.08 8.15 해방기념 학술문화훈장(국민장)
- 1971.07 대한민국 학술원상(저작상)

## 참고자료
대한민국 과학기술유공자 홈페이지 
대한민국 약학(藥學)의 독립을 일군 창시자, 故 한구동 서울대 명예교수 